# Laura Fitinghoff
Laura Matilda Bernhardina Fitinghoff, född Runsten 14 mars 1848 i Sollefteå socken, död 17 augusti 1908 i Stocksund, var en svensk författare. Pseudonym: Eli Heiki.

## Biografi
Laura Fitinghoff växte upp som en av fem döttrar till kyrkoherden Jonas Bernhard Runsten och hans andra hustru harpisten Ottilia Löfvander. En av systrarna var Malvina Bråkenhielm och hon hade också tre bröder, som dog späda.
Fadern, som ett tag förestått den skytteanska professuren, undervisade själv sina döttrar i kristendom, latin, litteratur och astronomi. Kyrkoherdens fru och döttrar fick hjälpa till att ta hand om de fattiga. Under vintern 1867–1868 kom tiggare dagligen till prästgården för mat och övernattning. Hon fick även utbildning vid Kungliga Musikkonservatoriet.
År 1871 gifte sig Laura Runsten med brukspatron Conrad Fitinghoff som ägde Conradsfors bruk. Paret fick tre barn, varav endast den förstfödda dottern Rosa överlevde. Laura Fitinghoff var den 44 år äldre makens andra hustru. Familjen bodde på gården Sofielund i Rödeby i Blekinge, som de ägde åren 1880–1885. Efter några ekonomiskt turbulenta år köpte paret Ekensholms slott och bosatte sig där, men från 1885 levde de åtskilda. Laura Fitinghoff hyrde då ett flerbostadshus i Stockholm och försörjde sig på inkomsterna från hyresgästerna. Där bodde hon med sin dotter Rosa Fitinghoff, sin syster och sin mor. Hon rörde sig i lärda och kulturella salonger i huvudstaden och var nära vän med Arthur Hazelius som rådfrågade henne inför öppnandet av Skansen och som hon var bekant med sedan ungdomen. År 1892 blev hon änka. Makens förmögenhet var därefter, på grund av ointresse från hennes sida, förlorad och bolagen gick i konkurs. Från 1903 bodde hon i Villa Furuliden i Stocksund. 
Fitinghoff debuterade som författare 1885 med En liten värld bland fjällen, en bok om hennes barndomsminnen som hon en gång skrivit ner för sin dotter Rosa. Boken utgavs med illustrationer av Jenny Nyström och blev en framgång. Lille Lapp-Natti och hans Fostersystrar från 1904 illustrerades av Hilma af Klint. För romanen Vårluft fick hon halva Iduns litteraturpris 1891.
Fitinghoff skrev romaner, berättelser och barnböcker. Många av hennes böcker hämtar motiv från hennes uppväxt i ett norrländskt prästhem. Hon är ihågkommen för barnboken Barnen ifrån Frostmofjället (1907), en sentimental skildring om sju föräldralösa barn som under nödåren i slutet av 1860-talet ensamma måste ta sig över fjäll och ödemark i sällskap med geten Gullspira. I företalet till Barnen ifrån Frostmofjället skriver författaren att hon velat skriva en bok som når inte endast de förmögna hemmens barn utan kan "uttränga den osunda kolportörlitteratur och jolmiga söndagsskollektyr som frestande bjudes eller påtvingas barnen". Hon ville framställa bokens rollfigurer, allmogebarnen, som intelligenta och fantasifulla och inte som beskedliga våp eller illmariga mottagare av överklasshjältarnas barmhärtighet. Därmed skulle barn från alla klasser känna igen varandra och känna igen sig själva. Barnen liksom folket de möter i gårdarna talar norrländskt allmogespråk. Boken predikar nykterhet och religiositet. Författaren avsåg att skriva en fristående fortsättning på boken, som skulle skildra barnens tillvaro i de hem de vunnit, men den fortsättningen kom aldrig till stånd. Barnen från Frostmofjället har filmats flera gånger.
Hennes gravvård återfinns på Sollefteå kyrkogård.

### Skönlitteratur
- Dyrköpt: nykterhetsskiss. Stockholm. 1887. Libris 1842264
- Gamla näset: Roman. Stockholm: H. Geber. 1895. Libris 1622448
- I fjälluft: tidsbild från seklets midt. Stockholm: N. J. Schedin. 1899. Libris 1644275 - 2. upplagan med titeln I fjälluft eller Systrarna Furustams roman. 1911.
- Ladugårdsgärdet, novell i Ord och Bild 1899
- Skisser och berättelser. Stockholm. 1901. Libris 53689
- Lad-patron, novell i Ord och Bild 1901
- Vid gränsen: Roman. Stockholm: Geber. 1906. Libris 1614098
- Mellan tvenne makter: Roman. Stockholm: Åhlén & Åkerlund. 1916. Libris 1651774
- Ovännen med flera betraktelser. Stockholm: Norstedt. 1916. Libris 1651775
- Brittsommar : roman. Stockholm: Nordiska förlaget. 1917. Libris 11829844. http://litteraturbanken.se/#forfattare/FitinghoffL/titlar/Brittsommar/info/etext
- Stella. Stockholm: Sv. andelsförl. 1924. Libris wc7mh5pxtkkmxj6v Fulltext: Göteborgs universitetsbibliotek Litteraturbanken - Bearbetad och utgiven av Rosa Fitinghoff.
- Född med märket: En roman från förra seklet. Uppsala: Lindblad. 1935. Libris 1354052

#### För barn och ungdom
- En liten verld bland fjällen: berättelse för barn. Stockholm: Hökerberg. 1885. Libris 1596787 - Med teckningar av Jenny Nyström.
- Taflor ur lifvet och naturen. Stockholm: Lamm. 1886. Libris 1665949 - Med teckningar av Jenny Nyström.
- Nya svenska barnbiblioteket: originalberättelser för barn. Saml. 1 : upptagande berättelser af J. C. von Hofsten, Mathilda Langlet och Laura Fitinghoff. 1888. Libris 10397701 - Med originalillustrationer av Jenny Nyström.
- I rosengård: barnberättelse. Stockholm: P. A. Huldbergs Bokf.-aktb. 1890. Libris 1622450 - Med teckningar av Jenny Nyström-Stoopendaal. - Ny upplaga med titeln Vådasskott 1912.
- I löfsprickningen: berättelse för de unga. Stockholm: P. A. Huldbergs Bokf.-aktb. 1891. Libris 1622449. https://urn.kb.se/resolve?urn=urn:nbn:se:lb-lb3075480-faksimil - Med teckningar av Jenny Nyström-Stoopendaal. - Ny upplaga med titeln Erik och Saima 1912.
- Vårluft: en berättelse för ungt folk. Stockholm: Frithiof Hellberg. 1892. Libris 1622451. https://urn.kb.se/resolve?urn=urn:nbn:se:lb-lb1622451-faksimil
- Lille Lapp-Natti och hans fostersystrar: berättelse för barn. Stockholm: Hökerberg. 1904,1912. Libris 1726568. https://runeberg.org/lappnatti/ - Illustrationer av Hilma af Klint.
- Barnen ifrån Frostmofjället : en barnberättelse för små och stora. Stockholm: Ljus. 1907. Libris 10228763. https://runeberg.org/frostmo/
- I myrstacken. Stockholm: Svenska andelsförl. 1917. Libris 1651773 - Illustrationer av E. Kruse.
- För många om rummet: sagor och berättelser. Stockholm: Sv. andelsförl. 1926. Libris 1329860

### Varia
- Om uppfostran: några allvarsord. Stockholm: Nils Ander. 1904. Libris 1726569